# Сёдерблум, Оке
Оке Сёдерблум (20 января 1910 — 22 мая 1965) — шведский актёр, сценарист, режиссёр, поэт-песенник.

## Биография
В 1927 году дебютировал, как актер.
В 1933 году начал сниматься в кино. Большая часть фильмов, снятых при участии Сёдерблума, пришлась на 1930-е — 1940-е годы.
За свою карьеру Сёдерблум сыграл в 69 фильмах, поучаствовал в нескольких радиошоу, и ряде театральных постановок. Он также занимался написанием пьес, куплетов и сценариев.
В качестве режиссера снял две киноленты; написал сценарии к пяти фильмам.
Умер в перерыве спектакля в театре «Lisebergsteatern» в Гётеборге.
Мужем его младшей сестры, Гулль Сёдерблум, являлся кинооператор Гуннар Фишер,

## Избранная фильмография
- 1951 — 6-dagesløbet
- 1949 — Luftens mandfolk
- 1944 — Lilla helgonet
- 1942 — Løjtnantshjerter
- 1941 — Stakkels Ferdinand
- 1941 — Fröken Vildkatt
- 1940 — Kys hende
- 1939 — Landstormens lille Lotte
- 1937 — Flådens glade gutter
- 1936 — Avertér
- 1935 — Ebberöds bank

## Избранные режиссёрские работы
- 1949 — Boman får snurren
- 1942 — Sexlingar

## Избранные сценарии
- 1943 — Lille Napoleon (1943)
- 1941 — Stackars Ferdinand (1941)
- 1936 — Släkten är värst (1936)
- 1933 — Två man om en änka (1933)